# Cleômenes, o Cínico
Cleômenes (português brasileiro) ou Cleómenes (português europeu) (em grego:  Κλεομένης; fl. c. 300 BCE) foi um filósofo cínico. Ele foi um aluno de Crates de Tebas, e disse ter ensinado Timarco de Alexandria e Equecles de Éfeso, o último dos quais viria a ensinar Menedemo.
Ele escreveu um trabalho sobre Pedagogos (em grego:  Παιδαγωγικός) do qual Diógenes Laércio preservou uma anedota sobre Diógenes de Sínope:

Cleomenes em seu trabalho em Pedagogos diz que os amigos de Diógenes queriam resgatá-lo, para que ele os chamou simplórios, pois, segundo ele, os leões não são os escravos daqueles de quem os alimentam, mas sim aqueles que os alimentam é que estão à mercê dos leões, O medo, acrescentou, é a marca do escravo, e assim as feras fazem os seres humanos ter medo delas.
A importância desta anedota é ser uma referência do início da história de Diógenes quando ele foi capturado por piratas e então vendido para escravidão, dando credibilidade à ideia de que a história pode ser verdade.